# 切叶蜂属
切叶蜂属（Megachile）是切叶蜂科的一个属，下含1500多种蜂，亚属也有50多个，广泛分布于世界各地。
其体型与一般的蜜蜂没有太大出入。和蜜蜂不同的是，它们不会用脚来携带花粉，雌切叶蜂的腹部有浓密的毛，通过这些毛发来携带花粉。

## 下属物种
本属包括以下物种：